# Götzlesberg
Götzlesberg  ist ein Gemeindeteil des Marktes Schnaittach im Landkreis Nürnberger Land (Mittelfranken, Bayern). Götzlesberg liegt in der Gemarkung Hormersdorf.

## Lage
Der Weiler liegt auf der Hersbrucker Alb. Im Osten liegt die Hormersdorfer Höhe (562 m ü. NHN), im Süden die Osternoher Höhe (590 m ü. NHN). Eine Gemeindeverbindungsstraße führt nach Frohnhof (0,5 km südöstlich) bzw. zu einer Gemeindeverbindungsstraße beim Naturfreundehaus (0,8 km nördlich), das am Fuße des Sandbergs (601 m ü. NHN) liegt.

## Geschichte
Mit dem Gemeindeedikt (frühes 19. Jahrhundert) wurde Götzlesberg dem Steuerdistrikt Osternohe und der Ruralgemeinde Haidling zugewiesen.  1857 erfolgte die Umgemeindung nach Hormersdorf. Im Zuge der Gebietsreform in Bayern wurde Götzlesberg am 1. Januar 1972 nach Schnaittach eingemeindet.